# Biscutella apuana
Biscutella apuana, Raffaelli  är en korsblommig växt som ingår i släktet Biscutella och familjen korsblommiga växter. 
Inga underarter finns listade i Catalogue of Life.

## Beskrivning
Kromosomtal 2n = 18.

## Habitat
Södra Frankrike och norra Italien.

## Etymologi

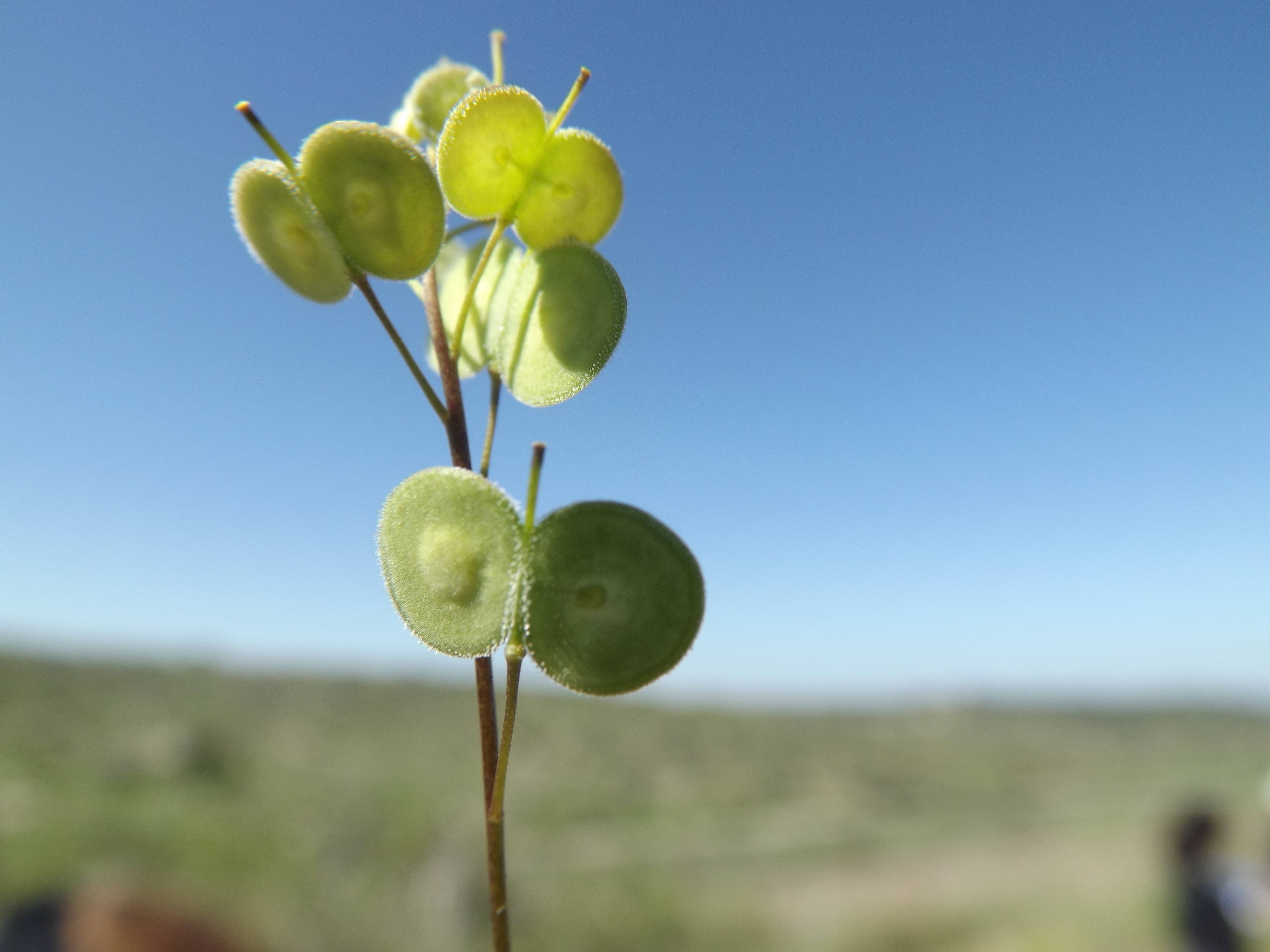
"Två brickor"
(Biscutella didyma)

- Släktnamnet Biscutella kommer av latin bi = två + scutella = fat,bricka med syftning på frukternas utseende.
- Artepitetet apuana myntat efter växtplatsen Apuana-området i italienska Alperna.